# Шербанешти (Лапушата)
Шербанешти (рум. Șerbănești) насеље је у Румунији у округу Валча у општини Лапушата. Oпштина се налази на надморској висини од 344 m.

## Становништво
Према подацима из 2011. године у насељу је живело 294 становника.